# 固东镇
固东镇，是中华人民共和国云南省保山市腾冲市下辖的一个镇。

## 行政区划
固东镇下辖以下地区：
河头村、爱国社区村、江东社区村、甸苴村、顺利村、和平村、新河村、罗坪村和小甸村。

## 中国传统村落
- 2012年12，顺利村、和平村被评为首批“中国传统村落”。
- 2013年8月，甸苴村、江东社区银杏村被评为第二批中国传统村落。